# Orchestina aerumnae
Orchestina aerumnae là một loài nhện trong họ Oonopidae.
Loài này thuộc chi Orchestina. Orchestina aerumnae được miêu tả năm 1978 bởi Brignoli.